# Fair Play AVA
Fair Play AVA (anerkannt seit dem 26. Februar 2001) ist ein Weinbaugebiet im US-Bundesstaat Kalifornien. Das Gebiet liegt unweit der Stadt Sacramento, jedoch im Verwaltungsgebiet El Dorado County. Das Weinbaugebiet wird vollständig von den El Dorado AVA und Sierra Foothills AVA eingeschlossen. Die Rebflächen liegen auf einer Höhe von 600 m bis 900 m ü. NN. Damit ist Fair Play das im Durchschnitt höchstgelegene Weinbaugebiet Kaliforniens. Wichtigste Rebsorte ist der Zinfandel, der Anteil südfranzösischer und italienischer Reben nimmt jedoch stetig zu.

## Klima
Da das Gebiet 120 Kilometer von der Küste des Pazifiks entfernt liegt, ist es im Hochsommer oft sehr heiß. Die geringe Luftfeuchtigkeit und der Wind, der in der Nacht kühle Luft von der San Francisco Bay heranführt, machen den Aufenthalt jedoch erträglich und einen Weinbau in dieser Höhenlage möglich. Es herrscht ein mediterranes Klima vor mit mildem, meist feuchtem Winter und warmen trockenem Sommer.